# 안드레아 페레이라 세후도
안드레아 페레이라 세후도(스페인어: Andrea Pereira Cejudo, 1993년 9월 19일 ~ )는 스페인의 여자 축구 선수이다. 포지션은 수비수이며, 현재 스페인 프리메라 디비시온 페메니나의 FC 바르셀로나 페메니에서 활동하고 있다.

## 클럽 경력
2009년에 에스파뇰의 리저브 팀인 에스파뇰 B에 입단하면서 데뷔했고 2011년에 에스파뇰 1군 팀으로 승격되면서 프리메라 디비시온 페메니나 무대에 데뷔했다. 2016년에는 아틀레티코 마드리드로 이적했고 2018년에는 바르셀로나로 이적했다.

## 국가대표 경력
2016년 3월에 열린 루마니아와의 친선 경기에 출전하면서 스페인 여자 축구 국가대표팀 선수로 데뷔했으며 1차례의 UEFA 유럽 여자 축구 선수권 대회(2017년), 1차례의 FIFA 여자 월드컵(2019년)에 참가했다.

## 수상

### 클럽
RCD 에스파뇰
- 코파 데 라 레이나 1회 우승 (2012)
- 코파 카탈루냐 1회 우승 (2013)

아틀레티코 마드리드
- 프리메라 디비시온 페메니나 2회 우승 (2016-17, 2017-18)

### 국가대표
- 2017년 알가르브컵 우승